# Гауфф, Кори
Кори Дионн (Коко) Гауфф (англ. Cori Dionne "Coco" Gauff; род. 13 марта 2004, Делрей-Бич, США) — американская теннисистка, вторая ракетка мира в одиночном разряде и бывшая первая ракетка мира в парном разряде. Победительница двух турниров Большого шлема в одиночном разряде (Открытый чемпионат США-2023 и Открытый чемпионат Франции-2025), финалистка одного турнира Большого шлема в одиночном разряде (Открытый чемпионат Франции-2022); победительница одного турнира Большого шлема в парном разряде (Открытый чемпионат Франции-2024); финалистка двух турниров Большого шлема в парном разряде (Открытый чемпионат США-2021, Открытый чемпионат Франции-2022); победительница одного Итогового турнира WTA (2024) в одиночном разряде]; победительница 20 турниров WTA (из них десять — в одиночном разряде). Победительница United Cup (2025) в составе национальной сборной США.
В юниорах: победительница одного юниорского турнира Большого шлема в одиночном разряде (Открытый чемпионат Франции-2018); победительница одного юниорского турнира Большого шлема в парном разряде (Открытый чемпионат США-2018); финалистка одного юниорского турнира Большого шлема в одиночном разряде (Открытый чемпионат США-2017).

## Общая информация
Кори Гауфф начала играть в теннис в возрасте семи лет. Семья жила в в Атланте, но потом перебралась в Делрей-Бич, штат Флорида, чтобы иметь больше возможностей для развития своего теннисного таланта. У Кори спортивная семья. Её отец играл в баскетбол в Университете штата Джорджия, позднее стал тренировать дочь, а её мать занималась легкой атлетикой во Флоридском университете. В семье Гауфф также есть два младших сына. Кори обучается на дому у своей матери, бывшей учительницы.

## Спортивная карьера

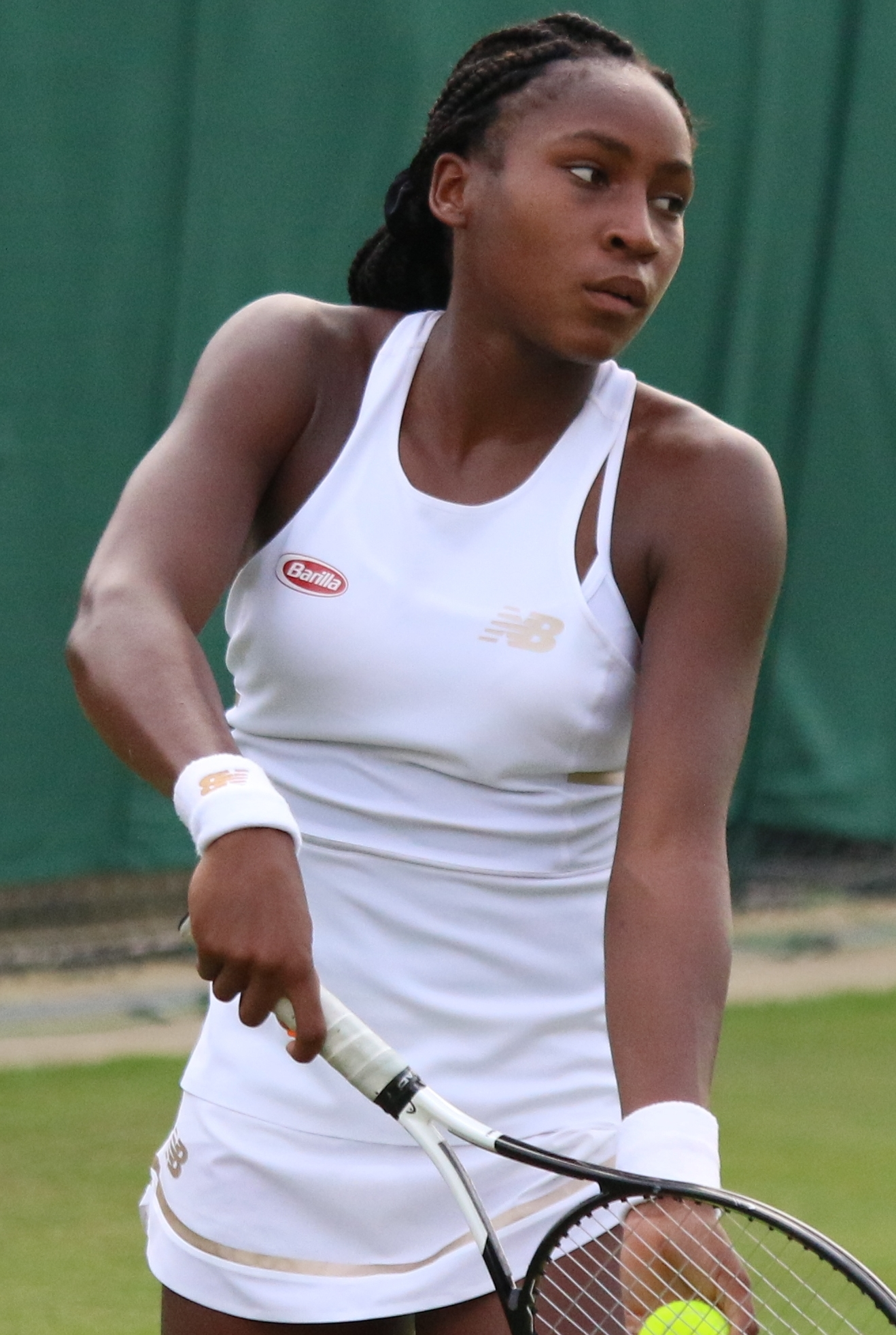
2019 год

Кори с юных лет была одним из лидеров национального тенниса в своём возрасте: в 2014-2016-м годах она три года подряд играла в полуфинале Orange Bowl среди двенадцатилетних, выиграв последний турнир. В 2017-м году американка начала год с полуфинала в Тарбе, в августе выиграла командный кубок мира среди четырнадцатилетних в составе национальной сборной США. К осени Кори полностью переключилась на соревнования старших юниоров: за короткое время став одним из лидеров тура. Осенью Кори сыграла в финале на Открытом чемпионате США, уступив Аманде Анисимовой. Через год Гауфф сохранила уровень результатов, выиграв Открытый чемпионат Франции (в финале у Кэти Макнэлли) и Orange Bowl (у Чжэн Циньвэнь). 16 июля Кори возглавила юниорский рейтинг.. В сентябре Кори выиграла юниорский Кубок Федерации среди 16-летних в составе национальной сборной США.
3 июля 2019 года Кори Гауф стала самой молодой теннисисткой (15 лет 112 дней) за последние 23 года, вышедшей в третий круг турнира Большого шлема, выбив из розыгрыша Уимблдонского теннисного турнира куда более опытных Винус Уильямс и Магдалену Рыбарикову.
На Открытом чемпионате США 2019 года проиграла в третьем круге японке Наоми Осаке в двух сетах. На Открытом чемпионате Австралии по теннису 2020 года в третьем круге взяла реванш у Наоми Осаки, действующей чемпионки турнира, однако проиграла в четвёртом раунде будущей победительнице турнира — Софии Кенин.
На Открытом чемпионате США 2021 года 17-летняя Гауфф вместе с 19-летней Кэти Макнэлли дошли до финала в парном разряде, где американки уступили Саманте Стосур и Чжан Шуай (3-6, 6-3, 3-6). 37-летняя Стосур была старше, чем Макнэлли и Гауфф вместе взятые.

#### 2022
На Открытом чемпионате Австралии Гауфф в первом же круге неожиданно проиграла опытной китаянке Ван Цян (4-6, 2-6).
В феврале Гауфф вместе с Джессикой Пегулой выиграла парный титул на турнире WTA 1000 в Дубае.
На Открытом чемпионате Франции 18-летняя Гауфф была посеяна под 18-м номером и впервые в карьере вышла в финал турнира Большого шлема в одиночном разряде. В шести матчах до финала Гауфф не отдала ни одного сета. В решающем матче Гауфф проиграла первой ракетке мира Иге Свёнтек со счётом 1-6, 3-6. Там же Гауфф вышла в финал в женском парном разряде вместе с Джессикой Пегулой, где американки проиграли французской паре Каролин Гарсия и Кристина Младенович (6-2, 3-6, 2-6).
На Уимблдоне Коко не выступала в женском парном разряде, но зато выступила в миксте вместе с Джеком Соком. Американская пара дошла до полуфинала. В одиночном разряде Гауфф была посеяна 11-й и проиграла в третьем круге американке Аманде Анисимовой — 7-6(4), 2-6, 1-6.
В августе Гауфф и Пегула выиграли второй за сезон титул на турнире WTA 1000, на этот раз в Торонто. 15 августа 2022 года в возрасте 18 лет и 5 месяцев Гауфф впервые поднялась на первое место в парном рейтинге. Гауфф стала самой юной первой ракеткой мира в парном разряде в истории. В одиночном рейтинге в более юном возрасте становилась первой ракеткой мира только Мартина Хингис в 1997 году.

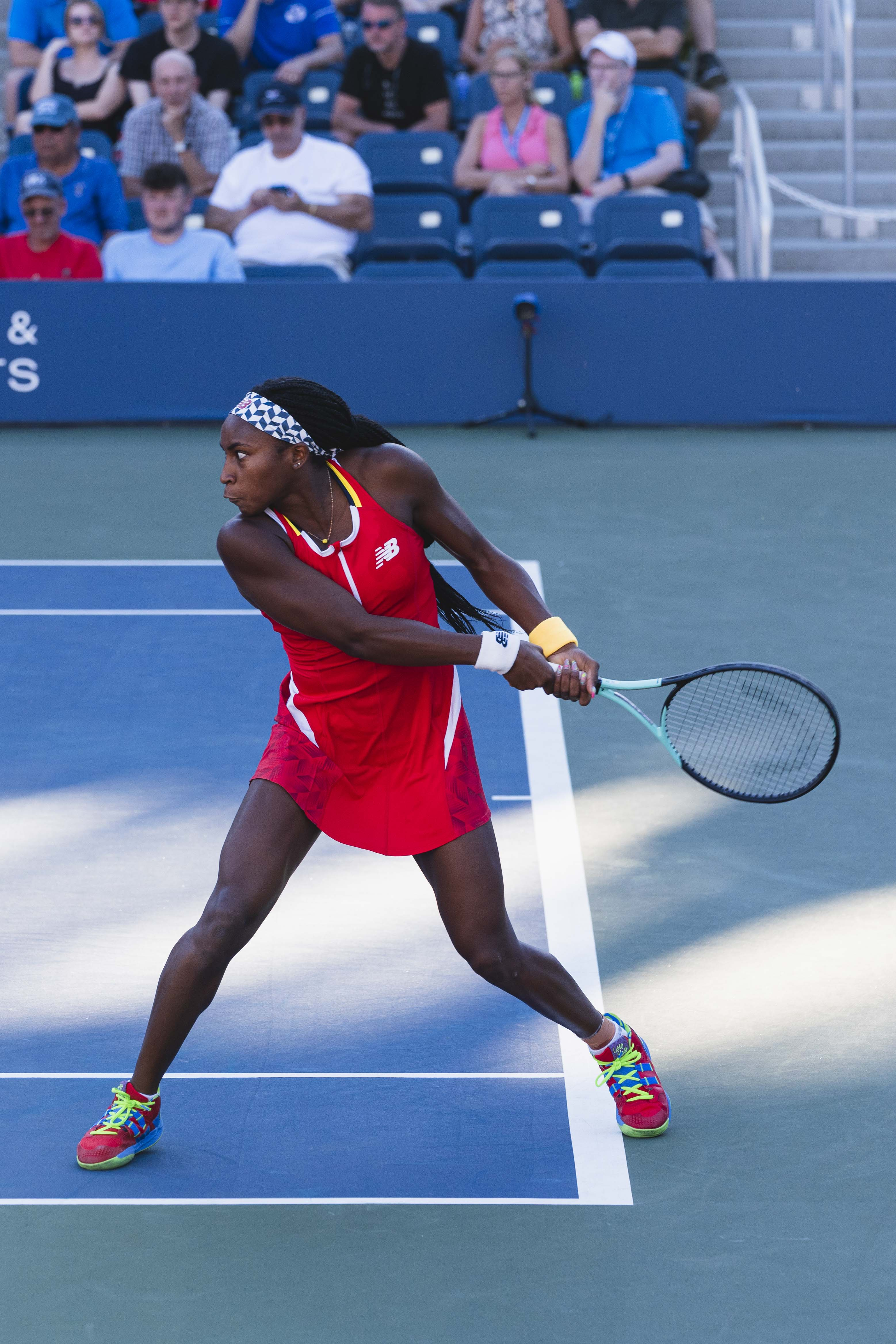
Открытый чемпионат США 2022 года

На Открытом чемпионате США была посеяна 12-й и дошла до 1/4 финала, где проиграла Каролин Гарсия (3-6, 4-6). В парном разряде Гауфф и Пегула были посеяны под вторым номером, но уже в первом круге неожиданно уступили паре Лейла Фернандес / Дарья Сэвилл в трёх сетах.
В октябре Гауфф поднялась на высшее в карьере 4-е место в одиночном рейтинге.
В конце года выступила на Итоговом турнире WTA в одиночном и в парном разрядах. В одиночном разряде Гауфф проиграла все три матча в группе в двух сетах. В паре с Джессикой Пегулой Гауфф также проиграла все три матча на групповой стадии, но американки сумели взять два сета в трёх матчах. Завершила год на седьмом месте в одиночном рейтинге и на четвёртом в парном.

#### 2023: победа на Открытом чемпионате США
В самом начале года Гауфф стала победителем турнира в Окленде. На Открытом чемпионате Австралии американка (седьмой номер посева) дошла только до четвёртого круга, где уступила 17-й сеянной Елене Остапенко (5-7, 3-6). В парном разряде Гауфф и Пегула были посеяны под вторым номером и дошли до полуфинала, где проиграли в двух сетах японской паре Сюко Аояма и Эна Сибахара.
В феврале Гауфф и Пегула выиграли турнир WTA 500 в Дохе. В феврале 2023 года Гауфф дошла полуфинала турнира WTA 1000 в Дубае, где проиграла первой ракетке мира Иге Свёнтек (4-6, 2-6).
В начале апреля Гауфф и Пегула победили на турнире WTA 1000 в Майами на харде. В начале мая Гауфф и Пегула дошли до финала турнира WTA 1000 в Мадриде на грунте, где уступили Виктории Азаренко и Беатрис Хаддад Майе. Вслед за этим Гауфф и Пегула вышли в финал турнира WTA 1000 в Риме на грунте, где проиграли Сторм Хантер и Элизе Мертенс.
На Открытом чемпионате Франции Гауфф дошла до 1/4 финала, где также уступила будущей чемпионке Свёнтек со счётом 4-6, 2-6. В парном разряде Гауфф и Пегула дошли до полуфинала, где проиграли паре Лейла Фернандес и Тейлор Таунсенд.
На Уимблдоне Гауфф уже в первом круге проиграла 128-й ракетке мира Софии Кенин — 4-6, 6-4, 2-6. В парном разряде Гауфф и Пегула проиграли Лауре Зигемунд и Вере Звонарёвой в третьем круге.

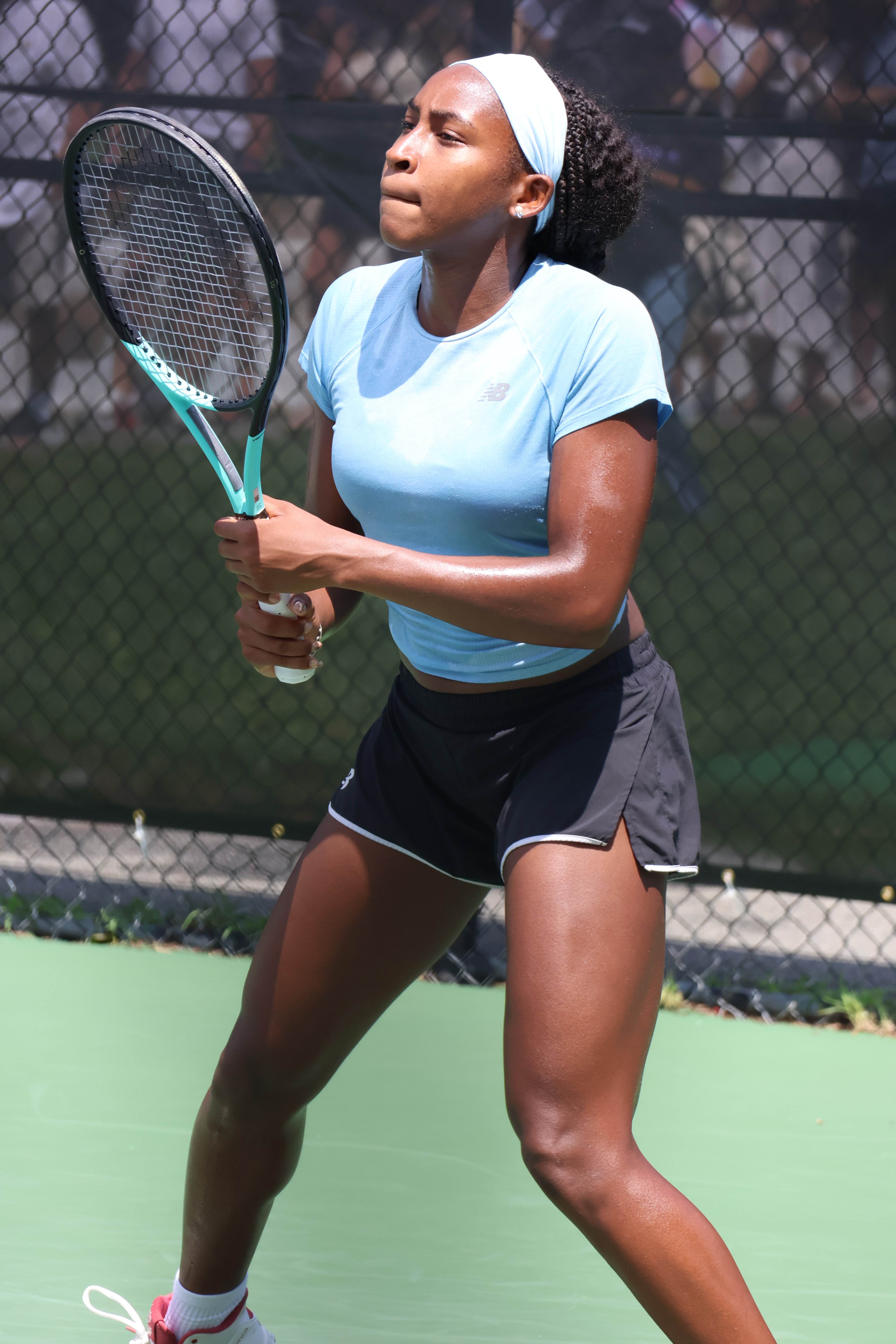
Гауфф в 2023 году

В начале августа Гауфф выиграла турнир WTA 500 в Вашингтоне, не отдав ни одного сета в 4 матчах и ни разу не проиграв более 6 геймов за матч. В конце августа победила на турнире WTA 1000 в Цинциннати. В полуфинале Гауфф обыграла первую ракетку мира Игу Свёнтек со счётом 7-6(2), 3-6, 6-4. Это был единственный матч на турнире, в котором Гауфф проиграла сет. Для Гауфф эти победы на турнирах были первыми в категориях WTA 500 и WTA 1000.
На Открытом чемпионате США Гауфф была посеяна под шестым номером и на пути к финалу обыграла трёх сеянных теннисисток: Элизе Мертенс (3-6, 6-3, 6-0), Елену Остапенко (6-0, 6-2) и Каролину Мухову (6-4, 7-5). Гауфф второй раз в карьере дошла до финала турнира Большого шлема в одиночном разряде. В финале она обыграла вторую ракетку мира Арину Соболенко со счётом 2-6, 6-3, 6-2. Гауфф выиграла 18-й матч из последних 19 на уровне WTA. По итогам турнира Гауфф впервые в карьере поднялась на третье место в одиночном рейтинге. В парном разряде Пегула и Гауфф были посеяны под третьим номером и дошли до 1/4 финала (седьмой четвертьфинал турнира Большого шлема в парном разряде для Гауфф), где уступили восьмой сеянной паре Се Шувэй и Ван Синьюй. Тем не менее по итогам турнира Гауфф и Пегула вернулись на первую строчку рейтинга в парном разряде.
В октябре Гауфф дошла до полуфинала турнира WTA 1000 в Пекине, где уступила Свёнтек (2-6, 3-6). На Итоговом турнире в Мексике Коко обыграла Маркету Вондроушову в трёх сетах и Онс Жабёр в двух сетах, а также проиграла Свёнтек (0-6, 5-7). В полуфинале Гауфф проиграла Джессике Пегуле (2-6, 1-6). Там же в парном турнире Гауфф и Пегула выступили неудачно — проиграли все три матча на групповой стадии. Завершила год на третьем месте в рейтинге после Иги Свёнтек и Арины Соболенко, а также на третьем месте в парном рейтинге.

#### 2024: победа на Итоговом турнире WTA
В начале января выиграла турнир WTA 250 в Окленде, проиграв только один сет в пяти матчах — в финале Элине Свитолиной (6-7, 6-3, 6-3).
На Открытом чемпионате Австралии Гауфф была посеяна четвёртой и дошла до 1/4 финала, не проиграв ни одной партии в 4 матчах и дважды выиграв сеты по 6-0. В четвертьфинале Гауфф обыграла украинку Марту Костюк со счётом 7-6(6), 6-7(3) 6-2 и впервые в карьере вышла в полуфинал Открытого чемпионата Австралии. В полуфинале Гауфф встретилась со второй ракеткой мира и действующей чемпионкой турнира Ариной Соболенко. В первом сете Гауфф проигрывала 2-5, но сумела повести 6-5, подавала на сет и вела 30-0. Но Соболенко взяла подачу Гауфф, а затем и тай-брейк. Второй сет Соболенко выиграла 6-4. По итогам турнира Гауфф вернулась на третье место в рейтинге, опередив Елену Рыбакину.
В середине февраля на турнире WTA 1000 в Дохе проиграла уже в первом матче 42-й ракетке мира Катерине Синяковой (2-6, 4-6). На турнире WTA 1000 в Дубае дошла до 1/4 финала, где неожиданно проиграла 40-й ракетке мира Анне Калинской (6-2, 4-6, 2-6).
На турнире WTA 1000 в Индиан-Уэлсе дошла до полуфинала, уступив Марии Саккари (4-6, 7-6, 2-6). На турнире WTA 1000 в Майами проиграла в четвёртом круге Каролин Гарсия (3-6, 6-1, 2-6).
На грунтовом турнире WTA 500 в Штутгарте в 1/4 финала уступила Марте Костюк (6-3, 4-6, 6-7). На турнире WTA 1000 в Мадриде проиграла в четвёртом круге Мэдисон Киз (6-7, 6-4, 4-6). На турнире WTA 1000 в Риме в одиночном разряде дошла до полуфинала, проиграв Иге Свёнтек со счётом 4-6, 3-6. В парном разряде вышла в финал с Эрин Рутлифф, где уступила паре Паолини/Эррани (3-6, 6-4, [8-10]).
На Открытом чемпионате Франции в одиночном разряде вышла в полуфинал, где проиграла Иге Свёнтек (2-6, 4-6). В парном разряде с Катериной Синяковой выиграла турнир, взяв реванш у Паолини/Эррани за поражение в финале Рима — 7-6, 6-3.
На травяном турнире WTA 500 в Берлине в полуфинале уступила Джессике Пегуле (5-7, 6-7).
На Уимблдоне в одиночном разряде проиграла в четвёртом круге Эмме Наварро со счётом 4-6, 3-6. В парном разряде с Джессикой Пегулой дошла до 1/4 финала, где уступили Элизе Мертенс и Се Шувэй (2-6 1-6).
На Олимпиаде в Париже участвовала в трёх разрядах. В одиночном разряде проиграла в третьем круге Донне Векич (6-7, 2-6). В парном разряде с Джессикой Пегулой уступила во втором круге Каролине Муховой и Линде Носковой (6-2, 4-6, [5-10]). В миксте с Тейлором Фритцем дошла до 1/4 финала, где проиграла Феликсу Оже-Альяссиму и Габриэле Дабровски (6-7, 6-3, [8-10]). После Олимпийских игр до конца сезона в парном разряде не выступала.
На турнире WTA 1000 в Торонто уступила в третьем круге Диане Шнайдер (4-6, 1-6). На турнире WTA 1000 в Цинциннати проиграла во втором круге Юлии Путинцевой (4-6, 6-2, 4-6).
На Открытом чемпионате США уступила в четвёртом круге Эмме Наварро со счётом 3-6, 6-4, 3-6.
В начале октября победила на турнире WTA 1000 в Пекине на харже, переиграв в финале Каролину Мухову. Вслед за этим дошла до полуфинала турнира WTA 1000 в Ухане, где уступила второй ракетке мира Арина Соболенко (6-1, 4-6, 4-6).
На Итоговом турнире в Эр-Рияде в первом матче групповой стадии уступила Барборе Крейчиковой в двух сетах, но затем обыграла Джессику Пегулу и Игу Свёнтек и вышла в полуфинал. На этой стадии Гауфф обыграла Арину Соболенко в двух сетах. В финале в очень упорном матче Гауфф победила Чжэн Циньвэнь — 3-6, 6-4, 7-6(2). Второй сезон подряд завершила на третьем месте в рейтинге (после Соболенко и Свёнтек).

#### 2025
В начале года на командном United Cup выиграла все 5 матчей в двух сетах, в том числе у Иги Свёнтек.
На Открытом чемпионате Австралии дошла до 1/4 финала, где достаточно неожиданно уступила 12-й ракетке мира Пауле Бадосе.
На турнирах WTA 1000 в Дохе и Дубае выступила неудачно, оба раза проиграв уже в первом матче в двух сетах соперницам, не входившим в топ-20 мирового рейтинга.
На турнирах WTA 1000 в Майами и Индиан-Уэлсе выступила несколько удачнее, дойдя оба раза до 4-го раунда.
7 апреля впервые с октября 2024 года опустилась на 4-е место в рейтинге, пропустив на третье Джессику Пегулу.

## Итоговое место в рейтинге WTA по годам
| Год  | Одиночный рейтинг | Парный рейтинг |
| 2024 | 3                 | 25             |
| 2023 | 3                 | 3              |
| 2022 | 7                 | 4              |
| 2021 | 22                | 21             |
| 2020 | 48                | 45             |
| 2019 | 68                | 78             |
| 2018 | 875               |                |

## Выступления на турнирах

### Финалы турниров Большого шлема в одиночном разряде (3)

#### Победы (2)
| №  | Год  | Турнир                     | Покрытие | Соперница в финале | Счёт           |
| 1. | 2023 | Открытый чемпионат США     | Хард     | Арина Соболенко    | 2-6 6-3 6-2    |
| 2. | 2025 | Открытый чемпионат Франции | Грунт    | Арина Соболенко    | 6-7(5) 6-2 6-4 |

#### Поражение (1)
| №  | Год  | Турнир                     | Покрытие | Соперница в финале | Счёт    |
| 1. | 2022 | Открытый чемпионат Франции | Грунт    | Ига Свёнтек        | 1-6 3-6 |

### Финалы Итоговых турнировWTAв одиночном разряде (1)

#### Победа (1)
| №  | Год  | Турнир                     | Покрытие   | Соперница в финале | Счёт           |
| 1. | 2024 | Эр-Рияд, Саудовская Аравия | Хард (зал) | Чжэн Циньвэнь      | 3-6 6-4 7-6(2) |

### Финалы турнировWTAв одиночном разряде (13)

#### Победы (10)
| Легенда:                      |
| ----------------------------- |
| Турниры Большого шлема (2+1)  |
| Олимпиада (0)                 |
| Итоговый турнир WTA (1)       |
| Premier Mandatory (0+1)       |
| Premier 5 / WTA 1000 (2+3)    |
| Premier / WTA 500 (1+2)       |
| International / WTA 250 (4+3) |

| Титулы по покрытиям | Титулы по месту проведения матчей турнира |
| ------------------- | ----------------------------------------- |
| Хард (8+8)          | Зал (3+1)                                 |
| Грунт (2+2)         | Зал (3+1)                                 |
| Трава (0)           | Открытый воздух (7+9)                     |
| Ковёр (0)           | Открытый воздух (7+9)                     |

| №   | Дата            | Турнир                     | Покрытие   | Соперница в финале | Счёт           |
| 1.  | 13 октября 2019 | Линц, Австрия              | Хард (зал) | Елена Остапенко    | 6-3 1-6 6-2    |
| 2.  | 22 мая 2021     | Парма, Италия              | Грунт      | Ван Цян            | 6-1 6-3        |
| 3.  | 8 января 2023   | Окленд, Новая Зеландия     | Хард       | Ребека Масарова    | 6-1 6-1        |
| 4.  | 6 августа 2023  | Вашингтон, США             | Хард       | Мария Саккари      | 6-2 6-3        |
| 5.  | 20 августа 2023 | Цинциннати, США            | Хард       | Каролина Мухова    | 6-3 6-4        |
| 6.  | 9 сентября 2023 | Открытый чемпионат США     | Хард       | Арина Соболенко    | 2-6 6-3 6-2    |
| 7.  | 7 января 2024   | Окленд, Новая Зеландия (2) | Хард       | Элина Свитолина    | 6-7(4) 6-3 6-3 |
| 8.  | 6 октября 2024  | Пекин, Китай               | Хард       | Каролина Мухова    | 6-1 6-3        |
| 9.  | 9 ноября 2024   | Итоговый турнир WTA        | Хард (зал) | Чжэн Циньвэнь      | 3-6 6-4 7-6(2) |
| 10. | 7 июня 2025     | Открытый чемпионат Франции | Грунт      | Арина Соболенко    | 6-7(5) 6-2 6-4 |

#### Поражения (3)
| №  | Дата        | Турнир                     | Покрытие | Соперница в финале | Счёт       |
| 1. | 4 июня 2022 | Открытый чемпионат Франции | Грунт    | Ига Свёнтек        | 1-6 3-6    |
| 2. | 3 мая 2025  | Мадрид, Испания            | Грунт    | Арина Соболенко    | 3-6 6-7(3) |
| 3. | 18 мая 2025 | Рим, Италия                | Грунт    | Жасмин Паолини     | 4-6 2-6    |

### Финалы турнировITFв одиночном разряде (1)

#### Поражения (1)
| Легенда:         |
| ---------------- |
| 100.000 USD (0)  |
| 80.000 USD (0)   |
| 60.000 USD (0)   |
| 25.000 USD (0+1) |
| 15.000 USD (0)   |

| Титулы по покрытиям | Титулы по месту проведения матчей турнира |
| ------------------- | ----------------------------------------- |
| Хард (0+1)          | Зал (0)                                   |
| Грунт (0)           | Зал (0)                                   |
| Трава (0)           | Открытый воздух (0+1)                     |
| Ковёр (0)           | Открытый воздух (0+1)                     |

| №  | Дата            | Турнир        | Покрытие | Соперница в финале | Счёт        |
| 1. | 17 февраля 2019 | Сюрпрайз, США | Хард     | Сесиль Каратанчева | 7-5 3-6 1-6 |

### Финалы турниров Большого шлема в парном разряде (3)

#### Победа (1)
| №  | Год  | Турнир                     | Покрытие | Партнёрша         | Соперницы в финале         | Счёт       |
| 1. | 2024 | Открытый чемпионат Франции | Грунт    | Катерина Синякова | Жасмин Паолини Сара Эррани | 7-6(5) 6-3 |

#### Поражения (2)
| №  | Дата | Турнир                     | Покрытие | Партнёрша       | Соперницы в финале                 | Счёт        |
| 1. | 2021 | Открытый чемпионат США     | Хард     | Кэти Макнэлли   | Саманта Стосур Чжан Шуай           | 3-6 6-3 3-6 |
| 2. | 2022 | Открытый чемпионат Франции | Грунт    | Джессика Пегула | Каролин Гарсия Кристина Младенович | 6-2 3-6 2-6 |

### Финалы турнировWTAв парном разряде (16)

#### Победы (10)
| №   | Дата            | Турнир                     | Покрытие   | Партнёрша         | Соперницы в финале                  | Счёт              |
| 1.  | 4 августа 2019  | Вашингтон, США             | Хард       | Кэти Макнэлли     | Мария Санчес Фанни Штоллар          | 6-2 6-2           |
| 2.  | 19 октября 2019 | Люксембург                 | Хард (зал) | Кэти Макнэлли     | Алекса Гуарачи Кейтлин Кристиан     | 6-2 6-2           |
| 3.  | 22 мая 2021     | Парма, Италия              | Грунт      | Кэти Макнэлли     | Андрея Клепач Дарья Юрак            | 6-3 6-2           |
| 4.  | 25 февраля 2022 | Доха, Катар                | Хард       | Джессика Пегула   | Вероника Кудерметова Элизе Мертенс  | 3-6 7-5 [10-5]    |
| 5.  | 14 августа 2022 | Торонто, Канада            | Хард       | Джессика Пегула   | Николь Мелихар-Мартинес Эллен Перес | 6-4 6-7(5) [10-5] |
| 6.  | 16 октября 2022 | Сан-Диего, США             | Хард       | Джессика Пегула   | Габриэла Дабровски Гильяна Ольмос   | 1-6 7-5 [10-4]    |
| 7.  | 17 февраля 2023 | Доха, Катар (2)            | Хард       | Джессика Пегула   | Людмила Киченок Елена Остапенко     | 6-4 2-6 [10-7]    |
| 8.  | 2 апреля 2023   | Майами, США                | Хард       | Джессика Пегула   | Тейлор Таунсенд Лейла Фернандес     | 7-6(6) 6-2        |
| 9.  | 9 июня 2024     | Открытый чемпионат Франции | Грунт      | Катерина Синякова | Жасмин Паолини Сара Эррани          | 7-6(5) 6-3        |
| 10. | 6 августа 2025  | Монреаль, Канада (2)       | Хард       | Маккартни Кесслер | Тейлор Таунсенд Чжан Шуай           | 6-4 1-6 [13-11]   |

#### Поражения (6)
| №  | Дата             | Турнир                     | Покрытие    | Партнёрша       | Соперницы в финале                    | Счёт           |
| 1. | 12 сентября 2021 | Открытый чемпионат США     | Хард        | Кэти Макнэлли   | Саманта Стосур Чжан Шуай              | 3-6 6-3 3-6    |
| 2. | 24 апреля 2022   | Штутгарт, Германия         | Грунт (зал) | Чжан Шуай       | Дезире Кравчик Деми Схюрс             | 3-6 4-6        |
| 3. | 5 июня 2022      | Открытый чемпионат Франции | Грунт       | Джессика Пегула | Каролин Гарсия Кристина Младенович    | 6-2 3-6 2-6    |
| 4. | 7 мая 2023       | Мадрид, Испания            | Грунт       | Джессика Пегула | Беатрис Хаддад Майя Виктория Азаренко | 1-6 4-6        |
| 5. | 20 мая 2023      | Рим, Италия                | Грунт       | Джессика Пегула | Элизе Мертенс Сторм Хантер            | 4-6 4-6        |
| 6. | 19 мая 2024      | Рим, Италия (2)            | Грунт       | Эрин Рутлифф    | Жасмин Паолини Сара Эррани            | 3-6 6-4 [8-10] |

### Финалы турнировWTA 125иITFв парном разряде (2)

#### Победы (1)
| №  | Дата            | Турнир        | Покрытие | Партнёрша          | Соперницы в финале                 | Счёт            |
| 1. | 17 февраля 2019 | Сюрпрайз, США | Хард     | Пэйдж Мэри Хуриган | Усве Майтане Арконада Эмина Бектас | 6-3 4-6 [14-12] |

#### Поражение (1)
| №  | Дата           | Турнир       | Покрытие   | Партнёрша | Соперницы в финале              | Счёт    |
| 1. | 3 февраля 2019 | Мидленд, США | Хард (зал) | Энн Ли    | Ольга Говорцова Валерия Савиных | 4-6 0-6 |

### Финалы командных турниров (1)

#### Победа (1)
| №  | Год  | Турнир     | Команда                                                                | Соперник в финале                                                                        | Счёт |
| 1. | 2025 | United Cup | США · Т. Фриц, К. Гауфф, Д. Кудла, Д. Коллинз, Р. Галлоуэй, Д. Кравчик | Польша · Я. Зелиньский, К. Майхшак, М. Хвалиньская, А. Росольская, И. Свёнтек, Х. Хуркач | 2-0  |

## История выступлений на турнирах
По состоянию на 11 августа 2025 года
Для того, чтобы предотвратить неразбериху и удваивание счета, информация в этой таблице корректируется только по окончании участия там данного игрока.
| Турниры Большого шлема       |               |               |               |               |               |               |        |        |        |       |
| Открытый чемпионат Австралии | -             | -             | 4Р            | 2Р            | 1Р            | 4Р            | 1/2    | 1/4    | 0 / 6  | 16-6  |
| Открытый чемпионат Франции   | -             | К             | 2Р            | 1/4           | Ф             | 1/4           | 1/2    | П      | 1 / 6  | 27-5  |
| Уимблдонский турнир          | -             | 4Р            | НП            | 4Р            | 3Р            | 1Р            | 4Р     | 1Р     | 0 / 6  | 11-6  |
| Открытый чемпионат США       | К             | 3Р            | 1Р            | 2Р            | 1/4           | П             | 4Р     |        | 1 / 6  | 17-5  |
| Итог                         | 0 / 0         | 0 / 2         | 0 / 3         | 0 / 4         | 0 / 4         | 1 / 4         | 0 / 4  | 1 / 3  | 2 / 24 |       |
| В/П в сезоне                 | 0-0           | 5-2           | 4-3           | 9-4           | 12-4          | 14-3          | 16-4   | 11-2   |        | 71-22 |
| Олимпийские игры             |               |               |               |               |               |               |        |        |        |       |
| Летняя олимпиада             | Не проводился | Не проводился | Не проводился | -             | НП            | НП            | 3Р     | НП     | 0 / 1  | 2-1   |
| Итоговые турниры             |               |               |               |               |               |               |        |        |        |       |
| Итоговый турнир WTA          | -             | -             | НП            | -             | Гр            | 1/2           | П      |        | 1 / 3  | 6-6   |
| Турниры WTA 1000             |               |               |               |               |               |               |        |        |        |       |
| Доха                         | -             | ОС            | -             | ОС            | 1/4           | ОС            | 2Р     | 2Р     | 0 / 3  | 3-3   |
| Дубай                        | ОС            | -             | ОС            | 1/4           | ОС            | 1/2           | 1/4    | 2Р     | 0 / 4  | 7-4   |
| Индиан-Уэлс                  | -             | -             | НП            | 3Р            | 3Р            | 1/4           | 1/2    | 4Р     | 0 / 5  | 11-5  |
| Майами                       | -             | 2Р            | НП            | 2Р            | 4Р            | 3Р            | 4Р     | 4Р     | 0 / 6  | 8-6   |
| Мадрид                       | -             | -             | НП            | 1Р            | 3Р            | 3Р            | 4Р     | Ф      | 0 / 5  | 10-5  |
| Рим                          | -             | -             | 2Р            | 1/2           | 3Р            | 3Р            | 1/2    | Ф      | 0 / 6  | 17-6  |
| Монреаль / Торонто           | -             | -             | НП            | 1/4           | 1/4           | 1/4           | 3Р     | 4Р     | 0 / 5  | 10-5  |
| Нью-Йорк / Цинциннати        | -             | -             | 1Р            | 2Р            | 1Р            | П             | 2Р     |        | 1 / 5  | 6-4   |
| Пекин                        | -             | -             | Не проводился | Не проводился | Не проводился | 1/2           | П      |        | 1 / 2  | 10-1  |
| Гвадалахара                  | Не проводился | Не проводился | Не проводился | Не проводился | 1/4           | -             | НW1000 | НW1000 | 0 / 1  | 2-1   |
| Ухань                        | -             | -             | Не проводился | Не проводился | Не проводился | Не проводился | 1/2    |        | 0 / 1  | 3-1   |
| Итог                         | 0 / 0         | 0 / 1         | 0 / 2         | 0 / 7         | 0 / 8         | 1 / 8         | 1 / 10 | 0 / 6  | 2 / 42 |       |
| В/П в сезоне                 | 0-0           | 1-1           | 1-2           | 11-7          | 15-8          | 19-7          | 24-9   | 16-7   |        | 87-41 |

| Турнир                       | 2019          | 2020          | 2021          | 2022          | 2023  | 2024  | 2025  | Итог   | В/П за карьеру |
| ---------------------------- | ------------- | ------------- | ------------- | ------------- | ----- | ----- | ----- | ------ | -------------- |
| Турниры Большого шлема       |               |               |               |               |       |       |       |        |                |
| Открытый чемпионат Австралии | -             | 1/4           | 1/4           | 1Р            | 1/2   | -     | -     | 0 / 4  | 10-4           |
| Открытый чемпионат Франции   | 1Р            | 3Р            | 1Р            | Ф             | 1/2   | П     | -     | 1 / 6  | 17-5           |
| Уимблдонский турнир          | -             | НП            | 3Р            | -             | 3Р    | 1/4   | -     | 0 / 3  | 7-3            |
| Открытый чемпионат США       | 3Р            | 2Р            | Ф             | 1Р            | 1/4   | -     |       | 0 / 5  | 11-5           |
| Итог                         | 0 / 2         | 0 / 3         | 0 / 4         | 0 / 3         | 0 / 4 | 1 / 2 | 0 / 0 | 1 / 18 |                |
| В/П в сезоне                 | 2-2           | 6-3           | 10-4          | 5-3           | 13-4  | 9-1   | 0-0   |        | 45-17          |
| Итоговые турниры             |               |               |               |               |       |       |       |        |                |
| Итоговый чемпионат           | -             | НП            | -             | Гр            | Гр    | -     |       | 0 / 2  | 0-6            |
| Олимпийские игры             |               |               |               |               |       |       |       |        |                |
| Летняя олимпиада             | НП            | НП            | -             | НП            | НП    | 2Р    | НП    | 0 / 1  | 1-1            |
| Турниры WTA 1000             |               |               |               |               |       |       |       |        |                |
| Дубай                        | -             | ОС            | 1Р            | ОС            | 1/4   | -     | -     | 0 / 2  | 1-2            |
| Доха                         | ОС            | -             | ОС            | П             | ОС    | -     | -     | 1 / 1  | 4-0            |
| Индиан-Уэлс                  | -             | НП            | 1/4           | 1/4           | 2Р    | 1/4   | -     | 0 / 4  | 7-4            |
| Майами                       | -             | НП            | 1/4           | 1/2           | П     | 1Р    | -     | 1 / 4  | 10-3           |
| Мадрид                       | -             | НП            | 1Р            | 1/4           | Ф     | 1/4   | 1/4   | 0 / 5  | 10-5           |
| Рим                          | -             | 2Р            | 1/4           | 1Р            | Ф     | Ф     | 1/4   | 0 / 6  | 13-6           |
| Торонто / Монреаль           | -             | НП            | 1Р            | П             | 1/4   | -     | П     | 2 / 4  | 9-1            |
| Нью-Йорк / Цинциннати        | -             | 2Р            | 2Р            | -             | -     | -     |       | 0 / 2  | 1-1            |
| Пекин                        | -             | Не проводился | Не проводился | Не проводился | 2Р    | -     |       | 0 / 1  | 0-1            |
| Гвадалахара                  | Не проводился | Не проводился | Не проводился | 1/4           | -     | ОС    | ОС    | 0 / 1  | 1-1            |
| Итог                         | 0 / 0         | 0 / 2         | 0 / 7         | 2 / 7         | 1 / 7 | 0 / 4 | 1 / 3 | 4 / 30 |                |
| В/П в сезоне                 | 0-0           | 2-2           | 7-7           | 14-5          | 16-5  | 8-4   | 9-2   |        | 56-25          |

| Турнир                 | 2018          | 2019          | 2022          | 2023          | 2024  | Итог  | В/П за карьеру |
| ---------------------- | ------------- | ------------- | ------------- | ------------- | ----- | ----- | -------------- |
| Турниры Большого шлема |               |               |               |               |       |       |                |
| Уимблдонский турнир    | -             | 1Р            | 1/2           | -             | -     | 0 / 2 | 3-2            |
| Открытый чемпионат США | 2Р            | -             | -             | 1Р            | -     | 0 / 2 | 1-2            |
| Итог                   | 0 / 1         | 0 / 1         | 0 / 1         | 0 / 1         | 0 / 0 | 0 / 4 |                |
| В/П в сезоне           | 1-1           | 0-1           | 3-1           | 0-1           | 0-0   |       | 4-4            |
| Олимпийские игры       |               |               |               |               |       |       |                |
| Летняя олимпиада       | Не проводился | Не проводился | Не проводился | Не проводился | 1/4   | 0 / 1 | 1-1            |

## История личных встреч
| Соперница       | Все матчи | Финалы |                   |
| --------------- | --------- | ------ | ----------------- |
| Арина Соболенко | 0-0       | 0-0    | юниорские турниры |
| Арина Соболенко | 6-5       | 2-1    | взрослые турниры  |
| Елена Рыбакина  | 0-0       | 0-0    | юниорские турниры |
| Елена Рыбакина  | 1-0       | 0-0    | взрослые турниры  |
| Ига Свёнтек     | 0-0       | 0-0    | юниорские турниры |
| Ига Свёнтек     | 3-11      | 0-1    | взрослые турниры  |
| Кэти Макнэлли   | 2-0       | 2-0    | юниорские турниры |
| Кэти Макнэлли   | 1-0       | 0-0    | взрослые турниры  |
| Джессика Пегула | 0-0       | 0-0    | юниорские турниры |
| Джессика Пегула | 2-4       | 0-0    | взрослые турниры  |
| Онс Жабёр       | 0-0       | 0-0    | юниорские турниры |
| Онс Жабёр       | 6-2       | 0-0    | взрослые турниры  |